# Italo-costaricani

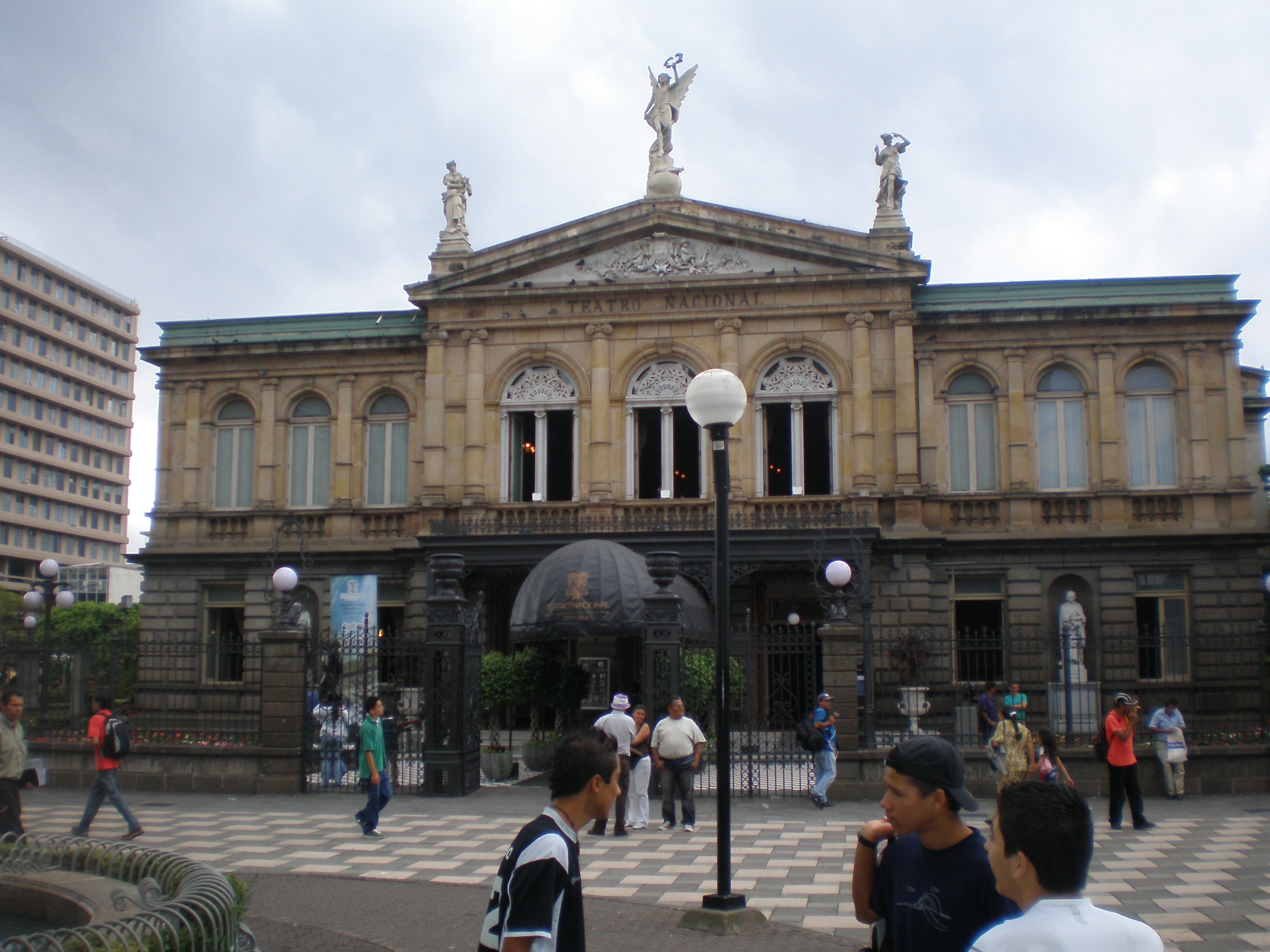
Il "Teatro Nazionale" di San José della Costa Rica fu costruito dall'ingegnere italiano Cristoforo Molinari nel 1897. Si noti la relativa somiglianza architettonica con La Scala di Milano

Gli italo-costaricani, conosciuti localmente come tútiles,  sono gli italiani radicatisi in Costa Rica da generazioni e i loro discendenti.

## Caratteristiche
La comunità italiana in Costa Rica attualmente è costituita ufficialmente da appena 3 509 italiani, ma sono più di 500 000 i cittadini di origine italiana.
Va precisato che oltre agli italiani di cittadinanza, solo una decina di migliaia di italo-costaricani parlano un poco l'italiano (o dialetti italiani tramandati) mentre tutti gli altri sono di lingua spagnola.
La maggior parte degli italiani e italo-costaricani abitano nella capitale San José e dintorni, e hanno raggiunto un'ottima posizione socio-economica all'interno della società.

## Storia
L'emigrazione italiana verso la Costa Rica iniziò durante l'Impero spagnolo e si completò dopo la seconda guerra mondiale.
Vi si possono distinguere quattro periodi, secondo la storica italo-costaricana Rita Bariatti:
- un'emigrazione individuale, dal periodo coloniale fino al 1886;[6]
- un piccolo flusso emigratorio di massa, nel 1887 e 1888;
- un'emigrazione ridotta e discontinua, tra il 1889 e il 1950;
- La colonizzazione di San Vito de Java, tra il 1951 e il 1968.

Nel 1887 si ebbe un accordo tra il governo della Costa Rica e quello italiano per cui per un paio d'anni si ebbe un modesto flusso migratorio di circa 1 500 italiani, provenienti principalmente dalla provincia di Mantova, per costruire una ferrovia tra la capitale e il mare.
L'immigrazione italiana, alla fine del XIX secolo, aiutò a costruire il Teatro Nacional e parte della ferrovia tra l'Atlantico e la capitale. Il primo sciopero in Costa Rica fu organizzato da italiani, come protesta per le condizioni precarie nella costruzione di questa ferrovia.
Comunque vi erano solo 622 italiani in Costa Rica secondo il censimento del 1892, ma già allora circa 10 000 abitanti di questa piccola nazione avevano radici italiane secondo la Bariatti. In quegli anni si fondarono le prime associazioni italiane e una delle iniziali fu la Società Filantropica Italiana, a tutela degli italiani indigenti.
Nel primo decennio del Novecento iniziò ad aversi nella Costa Rica (che allora aveva appena 300 000 abitanti, di cui circa 3 000 italiani) una consistente emigrazione dalla Calabria, principalmente dalla cittadina di Morano Calabro. La Costa Rica divenne la meta preferita della piccola emigrazione italiana nel Centroamerica.
Dopo l'ultima guerra mondiale si ebbe una limitata ripresa dell'emigrazione italiana, in parte anche dalle ex-colonie italiane (come la Libia). La colonizzazione di San Vito de Java negli anni cinquanta ne fu la conseguenza più notoria e importante:
Inoltre tra il 1962 e il 1966 fu Presidente della Costa Rica Francisco Orlich Bolmarcich (del Partito Liberazione Nazionale), figlio di una dalmata italiana di Cherso.
Attualmente gli italo-costaricani hanno raggiunto livelli di massima importanza in Costa Rica, e un discendente di mantovani, Alfio Piva Mesén, è stato primo vicepresidente dal 2010 al 2014.